# Tricorynus rotundus
Tricorynus rotundus är en skalbaggsart som först beskrevs av White 1960.  Tricorynus rotundus ingår i släktet Tricorynus och familjen trägnagare. Inga underarter finns listade i Catalogue of Life.